# Franse kust van Newfoundland

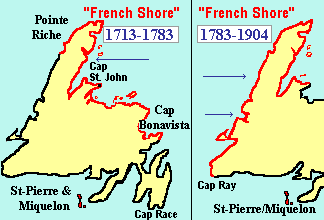
Geografische afbakening van de Franse kust voor en na de Vrede van Parijs (1783)

De Franse kust van Newfoundland (Frans: Côte française de Terre-Neuve, Engels: French Shore of (French) Treaty Shore) is het kustgebied van het eiland Newfoundland waar de Fransen visserijrechten hadden. Dit recht op visvangst en visverwerking aan de kust van het toen Britse eiland gold vanaf de Vrede van Utrecht in 1713 tot aan de Entente Cordiale in 1904, al waren de Fransen al bij Newfoundland actief vanaf de vroege 16e eeuw.

## Geschiedenis

### Vroege geschiedenis

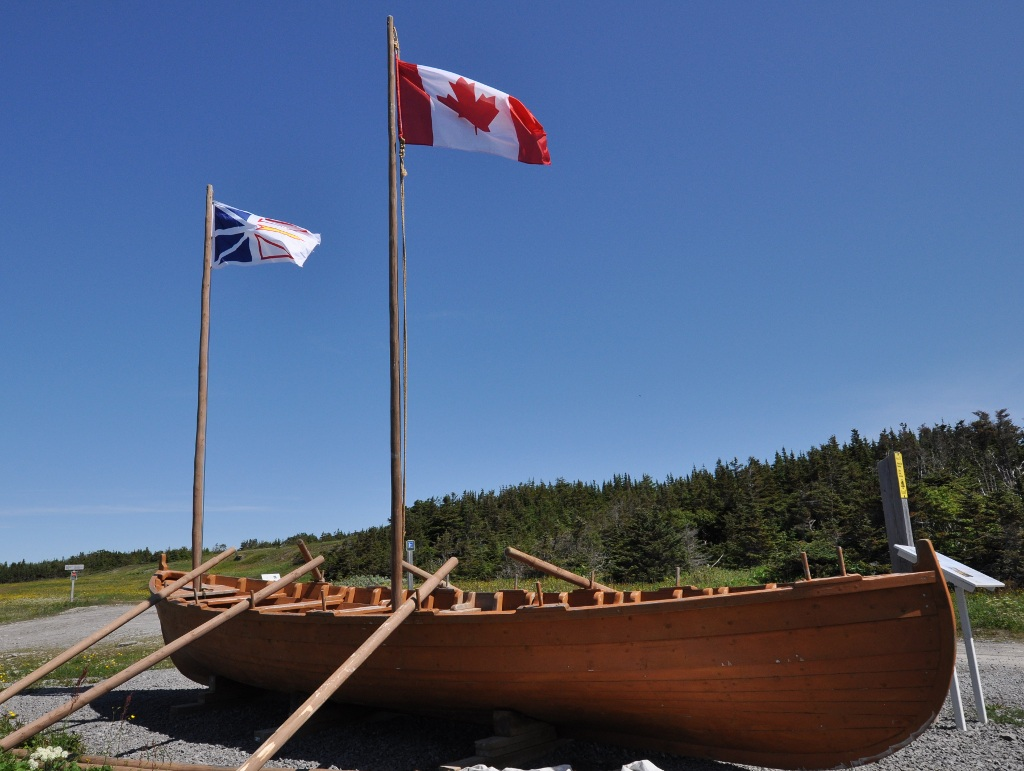
In Port au Choix staat een nagebouwde chalupa waarmee de Basken visten voor de Newfoundlandse kusten

Franse vissers, voornamelijk uit Bretagne, Frans-Baskenland en Normandië, bezochten de kusten van Newfoundland al vanaf het begin van de 16e eeuw. Newfoundland was erg aantrekkelijk om zijn rijke viswateren, voornamelijk dan om zijn enorme kabeljauwbestanden. Het betrof een seizoensvisserij, hetgeen betekent dat de vissers maandenlang in de wateren rondom het eiland visten om na het visseizoen richting Europa terug te keren.
De Fransen focusten zich in de 16e en 17e eeuw op twee regio's. Enerzijds betrof het de oostkust van het Great Northern Peninsula en verder oostwaarts tot Cape St. John op het schiereiland Baie Verte. Dat noordelijke gedeelte van hun actiegebied stond bekend als le Petit Nord (het kleine noorden). Bij de belangrijke vissershavens in de Petit Nord hoorden, van noord naar zuid, Quirpon, Cap Bauld, Fischot, Grandois, St. Julien's, Croque, Crouse, Conche, Boutitout en Fleur de Lys. De bij vlak bij Croque gelegen plaats Petit-Maître deed dienst als het administratief centrum van de Petit Nord.
De tweede regio waarin de Franse vissers sterk actief waren bevond zich aan het oostelijke gedeelte van Newfoundlands zuidkust, met name van het schiereiland Connaigre in het westen over het schiereiland Burin tot aan Trepassey (nabij de zuidoostelijke tip van Avalon). Hun visserij in die regio rondom Burin stond ook bekend als de visserij van de Chapeau Rouge (rode hoed). De belangrijke vissershavens aan de zuidkust waren Trepassey, Plaisance en Connaigre (Harbour Breton). Het gebied tussen beide regio's stond bekend als de Engelse kust van Newfoundland. 
Ook in Zuid-Labrador waren de Fransen overigens actief, bewijze onder andere de Baskische walvishaven te Red Bay. De Engelsen waren voornamelijk actief in het zuidoosten, met name het gebied tussen Bonavista Bay in het noorden Cape Race in het zuiden. Dit gebied stond bekend als de English Shore (Engelse kust).

### Vrede van Utrecht (1713)
De Vrede van Utrecht (1713) bracht belangrijke veranderingen teweeg voor de Franse kust van Newfoundland. De Kolonie Newfoundland werd door de Vrede officieel erkend als een Brits koloniaal bezit. Het verdrag bekrachtigde desalniettemin ook het recht van de Fransen om te vissen voor de wateren van Newfoundland. Behalve het recht om te vissen betrof het ook het recht om de vis ter plekke te verwerken, al mochten de Fransen zich er niet permanent vestigen en moesten ze na het visseizoen huiswaarts keren.
Geografisch gezien werd de nu geofficialiseerde Franse kust echter verschoven. In het noorden behielden de Fransen hun rechten in de Petit Nord en werden deze verder west- en oostwaarts uitgebreid. Het betrof meer bepaald het gebied dat zich uitstrekte van Point Riche (Great Northern Peninsula) in het noorden tot Cape Bonavista in het oosten (zie kaart). De zuidelijke visserij van de Chapeau Rouge, met hun belangrijkste nederzetting Plaisance, moesten de Fransen echter definitief afstaan.

### Zevenjarige Oorlog en nasleep
Tot aan de Zevenjarige Oorlog (1756-1763) was er vrijwel geen animositeit tussen beide wereldmachten omtrent deze visserijrechten. De Fransen concentreerden zich immers voornamelijk op de regio ten noorden van Cape St. John en de Britten op de regio ten zuiden van Cape Bonavista – de English Shore. De Vrede van Parijs uit 1763 bevestigde dat Frankrijk haar in 1713 geofficialiseerde visserijrechten behield en daarenboven de archipel Saint Pierre en Miquelon kreeg.
De Britse vissers begonnen erna weliswaar meer en meer naar het noorden van het eiland te trekken. De Fransen argumenteerden daarop dat hun rechten exclusief waren, terwijl de Britten vasthielden aan de idee dat de rechten gedeeld waren.

### Verdrag van 1783
Pas twintig jaar na afloop van de Zevenjarige Oorlog werd er een compromis bereikt. Dit vond plaats in de context van de afwikkeling van de Amerikaanse Onafhankelijkheidsoorlog. Behalve een akkoord tussen Britten en Amerikanen werd er in 1783 door de Britten ook een Vrede van Versailles gesloten met de Fransen. Het akkoord was tweeledig. Enerzijds kregen de Fransen wel degelijk exclusieve visserijrechten voor de kust van Newfoundland. Anderzijds verschoof het geografische concept Franse kust ernstig. De rechten voor het gebied tussen Cape Bonavista en Cape St. John, met onder andere de wateren van Bonavista en Notre Dame Bay, werden definitief afgestaan aan de Britten. De Franse kust behelsde vanaf dan weliswaar tegelijkertijd ook het gebied tussen Point Riche en Cape Ray, met andere woorden de volledige westkust van Newfoundland (zie kaart).

### Na de Franse Revolutie

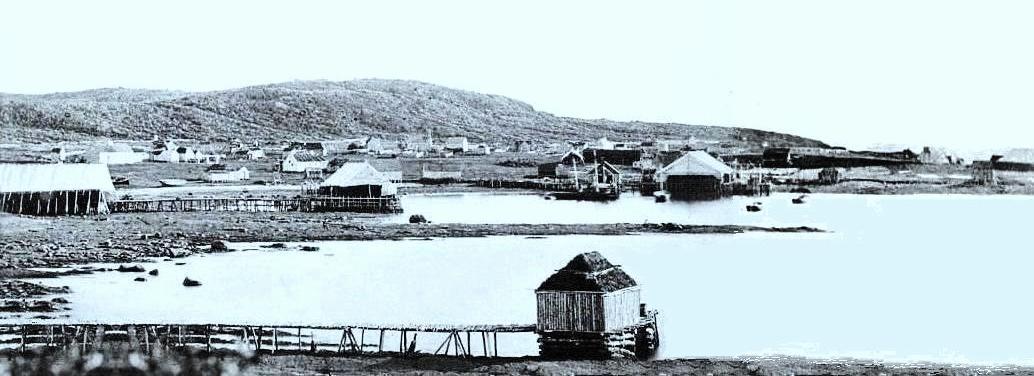
Zicht op het vissersdorp Conche uit 1859

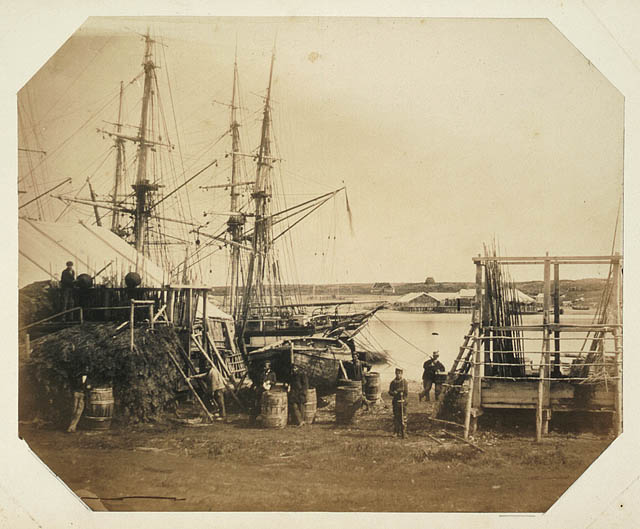
Vaten met levertraan in de Franse vissershaven Conche (1857)

Oorlog in de nasleep van de Franse Revolutie zorgde, vooral vanaf 1793, voor een sterk verminderde Franse aanwezigheid voor de kust van Newfoundland (tot in 1815). In de tussentijd hadden heel wat Britse vissers van deze afwezigheid gebruik gemaakt om meer naar het noorden te trekken (de North Shore Fishery). Na 1815 namen de Fransen terug hun rechten volledig in handen, maar vanaf de jaren 1830 begon de Franse visserij in een neerwaartse spiraal te geraken; versneld vanaf 1860. Toch begon de overheid van de Kolonie Newfoundland zich vanaf die periode meer en meer te ergeren aan de blijvende Franse aanwezigheid. De bestuurders van Newfoundland waren de verdragen liever kwijt dan rijk. Hoewel de visserij op de Grand Banks van Newfoundland veel belangrijker geworden was dan die voor de west- en noordwestkust, hielden de Fransen halsstarrig van aan "hun" kust, aangezien deze ooit van pas zou kunnen komen in toekomstige onderhandelingen.
In de 19e eeuw deed de natuurlijke haven van Croque dienst als uitvalsbasis van de Franse militaire schepen die als doel de bescherming van de vissersvloot hadden.

### Entente Cordiale (1904)
Vele decennia bleef de situatie ongewijzigd, tot aan het begin van de 20e eeuw. In die periode van meer positieve relaties tussen beide grootmachten, kwam in 1904 de Entente Cordiale tot stand. Een van de bepalingen was dat Franse staatsburgers in het traditionele gebied voor Newfoundland mochten blijven vissen, maar dat zij geen gebruik meer mochten maken van de kust zelf. Hierdoor hield de Franse kust op te bestaan. Fransen die onroerend bezit hadden op Newfoundlands kust (zoals verblijfplaatsen of visverwerkingsinstallaties), moesten deze afstaan aan de Britten, maar kregen hiervoor wel een financiële vergoeding.

## Admiraals van de Franse kust
Vanaf 1640 was het zo, op vraag van de handelaars van Saint-Malo, dat er jaarlijks een 'admiraal' van de Franse vissersvloot werd aangeduid. De eerste kapitein die aanmeerde in Le Petit-Maître, een fishing room aan Croque Harbour, kreeg deze functie voor de rest van dat seizoen toebedeeld. De 'admiraal' had het voorrecht om als eerste een inham en strand voor de visverwerking te kiezen. Alle andere kapiteins moesten zich dan eveneens daar aanmelden en zich en hun locatie laten registeren. De 'admiraal' had gedurende het seizoen de rol van bemiddelaar tussen Franse kapiteins bij conflicten.
Een gevolg van het systeem was dat het ieder jaar vrijwel een race was om als eerste in Croque Harbour te zijn, al gebeurde de oversteek van de oceaan wel vanuit veiligheidsoverwegingen steeds in groep. Vanaf 1802 probeerden de handelaars het systeem aan te laten passen, door de fishing rooms reeds in Frankrijk te laten vastleggen, bijvoorbeeld door loting. Pas in 1821 werd het systeem zo aangepast dat de 'admiraal' en visverwerkingslocaties reeds voor vertrek in Frankrijk vastgelegd werden.

## Ontstaan van permanente nederzettingen
Franse vissers mochten zich sinds 1713 niet permanent vestigen, noch overwinteren op Newfoundland. Toch hadden zij er kleine kustnederzettingen, die vooral bestonden uit visverwerkings- en opslagplaatsen. Daarom werden zogenaamde gardiens (bewakers) aangesteld. Dit waren voornamelijk Ierse vissers die zich permanent in deze plaatsen vestigden en zich tijdens de afwezigheid van de Fransen ontfermden over de Franse bezittingen aldaar. Deze Ierse gardiens liggen aan de oorsprong van vrijwel alle plaatsen aan de Franse kust. Zij bleven ook na 1904, wat verklaart waarom de inwoners van vrijwel alle plaatsen er vandaag van Ierse eerder dan Franse origine zijn.
Ondanks het verbod om zich op Newfoundland te vestigen, was er toch een beperkte groep Franstaligen die dit deed. Zij situeerden zich vrijwel uitsluitend op het schiereiland Port au Port en zuidelijker langs de oevers van St. George's Bay. Zij vormen de voorouders van een groot deel van de hedendaagse Franco-Newfoundlanders.

## Hedendaagse sporen

### Franse minderheid rond Port au Port
Voornamelijk in de kustregio die sinds 1783 gold als Franse kust hebben de Fransen blijvend hun stempel kunnen drukken. Ze hebben de meest tastbare sporen nagelaten op en rond het schiereiland Port au Port, dat zich bevindt aan het centrale gedeelte van de westkust. Hier woont er op heden immers nog een Franstalige minderheid in plaatsen als Port au Port, Port au Port West, Cape St. George, Lourdes, Boswarlos en Point au Mal; maar ook in de oostelijkere kern Stephenville–Kippens.  

### Toponymie
Een van de belangrijkste herinneringen aan het verleden van de Franse kust is vindbaar in de toponymie van Newfoundland. Tot op heden zijn er honderden voornamelijk lokale toponiemen, vooral van kleine baaien en zee-inhammen, die een Franse naam dragen. Er zijn daarnaast ook tientallen dorpen en grote schiereilanden, eilanden en baaien die een Franstalige of van het Frans afgeleide naam hebben. Dit geldt voornamelijk voor het gebied ten westen van Cape St. John, waar de Franse kust het langst bleef bestaan. Belangrijke voorbeelden zijn:
- Cape Ray tot Port au Choix: Codroy, Cape Anguille, Journois, Barachois Brook, Frenchman's Cove, Bonne Bay en Gros Morne.
- Port au Choix tot Cape St. John: Ste. Genevieve Bay, St. Barbe, L'Anse aux Meadows, Quirpon, St. Lunaire-Griquet, Great Brehat, Fischoteilanden, Great Buse Bay (Grande Buche/Grande Buse), Grandois, St. Julien's (Saint-Julien), St. Julien Island (Île Saint-Julien), Croque, Pilier Bay, Cape Rouge, Conche, Groais Island, Englee, Fleur de Lys, Pacquet, LaScie en Baie Verte.
- Cape St. John tot Cape Bonavista: Notre Dame Bay, Beaumont en Twillingate (Toulinguet).

Er zijn daarnaast nog meerdere plaatsen met een Engelse naam die voortkomt uit een (gedeeltelijke) vertaling van een oorspronkelijk Franse naam. Voorbeelden zijn onder meer Cape St. George (Cap Saint-Georges), Goose Cove East (Petites Oies) en Great Islets Harbour (Grandes Ilettes).
Het dient wel gezegd dat de lange Franse aanwezigheid in Newfoundland ook buiten de wettelijk bepaalde Franse kust zijn sporen nagelaten heeft. Dit gaat voor een groot deel om plaatsen in en rond de oude Chapeau Rouge-gebieden aan de zuidkust. Voorbeelden zijn onder andere Isle aux Morts, Rose Blanche, La Poile, Harbour Breton, Lamaline, Beau Bois, Rose au Rue, Great Salmonier, Little Salmonier en Trepassey. Ook aan de English Shore op Avalon zijn er Franstalige toponiemen zoals Bay de Verde, Harbour Grace (Havre de Grace) en Bauline.

### French Shore Historical Society
In Conche bevindt zich de hoofdzetel van de French Shore Historical Society. Het historisch genootschap houdt zich bezig met het Franse verleden van enkele plaatsen aan de oostkust van de Petit Nord, namelijk Conche, Croque, Grandois-St. Julien's en Main Brook. Het French Shore Interpretation Centre in Conche huisvest een museum dat draait rond het Franse verleden van de streek.